# رابرت جی. هارپر
رابرت جی. هارپر (به انگلیسی: Robert G. Harper) سناتور سابق عضو حزب فدرالیست (آمریکا) بود. وی در سال ۱۸۱۶ میلادی سناتور ایالت مریلند در سنای ایالات متحده آمریکا بود.